# 吳定霖
吳定霖（英語：Ng Ting-lam），香港民主派政黨民主黨籍政治人物，前香港沙田區議會大圍區議員。

## 從政
2019年香港區議會選舉，民建聯董健莉繼續爭取連任，吳定霖拒絕與屬本土派、與沙田區政友好的無黨籍人士鄒家成舉行初選，最終以「民主動力推薦」名義，得票四成六（以84票差距）擊敗董健莉成功當選。基於董健莉曾在2011年選舉中獲新界「票后」身份，2019年的選舉結果被視為「爆冷」。選舉後民主動力的協調機制被質疑是制度暴力，民主黨「要哪一區就可以要哪一區」，在多區拒絕初選後以「民主動力唯一推薦」的名號出選。
2021年10月7日，吳定霖被政府裁定宣誓無效並被褫奪議席。

### 歷屆選舉結果
| 政党   | 政党   | 候选人    | 票数  | %     | ±      |
| ------ | ------ | --------- | ----- | ----- | ------ |
|        | 民主黨 | ①. 吳定霖 | 4,198 | 46.06 | 不適用 |
|        | 保民聯 | ②. 袁桂禧 | 54    | 0.59  | 不適用 |
|        | 無黨派 | ③. 鄒家成 | 748   | 8.21  | 不適用 |
|        | 民建聯 | ④. 董健莉 | 4,114 | 45.14 | ▼18.48 |
| 多数票 | 多数票 | 多数票    | 84    | 0.92  | 不適用 |

## 爭議事件
在2020年香港立法會選舉民主派初選，吳定霖以林卓廷名單第三身分助選。投票日第二日早上，在大圍站外有林卓廷義工一聽聞鄒家成團隊開咪便將播放「林卓廷錄音」的揚聲器調較至最大音量，以蓋過其他候選團隊用人聲「嗌咪」的聲音。在大圍美林邨的票站外，吳定霖指鄒家成的義工為「偽本土，偽勇武，在前線未見過」，引來眾人不滿。吳在2019年區議會選舉時已經和鄒結怨，當時鄒因傷要坐輪椅拉票，吳指其為「扮可憐」，更曾在宣傳單張指入議會議政不是年青勇武派的專長。鄒下午到場對質，吳多番迴避。鄒指民主黨多年來出賣港人，吳回應指民主黨當年進入中聯辦「係做錯咗，但都係為香港人好」，更口出狂言指「本土派同共產黨無分別」。期間有林卓廷的義工出手打人，情況稍有混亂，需要其他義工將所有人分開。